# Claude Thomas Stanfield Moore
Claude Thomas Stanfield Moore (* 1. Juni 1853 in Nottingham, Nottinghamshire, England; † 2. April 1901 ebenda) war ein englischer Landschaftsmaler, der auch durch seine Seebilder und Bilder von London bekannt wurde.

## Leben
Moore war der Sohn des kunstliebenden Architekten Thomas Cooper Moore, der seine Freizeit der Gründung der Nottingham Society of Artists, der Malerei und der künstlerischen Ausbildung seiner beiden Söhne widmete. Claude wurde zuerst als Lithograf ausgebildet, konnte sich jedoch im Jahre 1880 als freier Künstler etablieren. Alle drei Moores, Vater Thomas, Claude und sein Bruder Reuben, auch Rubens genannt, waren beliebte Künstler, die das sich rapide ändernde Großbritannien darstellten. Ihre Ausdrucksmittel waren Bleistift-, Kohle- und Rötelzeichnungen, Aquarelle und Ölgemälde.
Claude Moore hatte zwar ein Atelier in Nottingham, arbeitete jedoch seit 1882 vorwiegend in London. Seine Flussbilder oder Seebilder aus diesen Jahren zeigen eine große Detailgenauigkeit in Verbindung mit dramatischen Lichteffekten. Sein Stil zeigt Einflüsse von zwei Malern aus seiner Heimatstadt, Henry Dawson und William Turner. Ein Beispiel seiner Arbeiten aus dieser Zeit ist das Gemälde Big Ben and the Houses of Parliament.
Seit 1880 stellte Claude Moore regelmäßig im Nottingham Castle Museum und in der Nottingham Society of Artists aus. Er starb in seiner Heimatstadt im Alter von 47 Jahren.

## Werke
- 1875: Sea Port. Öl auf Leinwand, 31 × 46 cm, Rotherham Heritage Services, South Yorkshire, England,
- 1877: View of Greenwich in 1877 Showing the Training Ship «HMS Warspite». Öl auf Leinwand, 30,5 × 46,5 cm, National Maritime Museum, Greenwich, London.
- 1890: The Evening of Trafalgar. Öl auf Leinwand, 50,8 × 76,2 cm Nottingham City Museums and Galleries, Nottingham, England.
- 1896: Torchlight Tatoo of Robin Hood Battalion. Öl auf Leinwand, 35,6 × 35,3 cm, Nottingham City Museums and Galleries, Nottingham, England.
- Chepstow. Öl auf Holz, 15 × 23 cm, Derby Museums and Art Gallery, Derby, England.